# Lana Del Rey
Elizabeth Woolridge Grant (Nova Iorque, 21 de junho de 1985), mais conhecida como Lana Del Rey, é uma cantora, compositora, modelo e poetisa norte-americana. Sua música tem sido notada pelos críticos por seu aspecto cinematográfico estilizado, suas temáticas de romances trágicos, glamour e melancolia, e suas referências à cultura pop, especialmente a cultura dos Estados Unidos nos anos 1950 e 1960. Indicada a vários prêmios Grammy, Globo de Ouro e outros, em 2021 foi nomeada "Artista da Década" no Variety Hitmakers Awards, sendo apresentada como "uma das cantoras e compositoras mais influentes do século XXI".
Del Rey começou a compor com 18 anos e começou a se apresentar em bares de Nova Iorque aos 21 anos. Após assinar seu primeiro contrato de gravação com a gravadora 5 Points Records em 2007, lançou seu primeiro álbum digital, intitulado Lana Del Ray, em janeiro de 2010, que foi removido após a editora não poder mais promover o projeto. Lana rompeu seu contrato com a 5 Points Records em abril de 2010, e assinou um contrato de parceria com as gravadoras Interscope, Polydor e Stranger Records em julho de 2011.
A cantora já havia lançado um extended play intitulado Kill Kill no ano de 2008, mas não conseguiu sucesso. Anos depois, usou sua própria conta no serviço Vevo para divulgar a canção "Video Games", em outubro de 2011, como o primeiro single de seu segundo álbum. A canção tornou-se uma viral na internet, e em pouco tempo a tornou reconhecida mundialmente. Em 30 de janeiro de 2012, lançou seu primeiro álbum de estúdio sob o nome artístico Lana Del Rey, intitulado Born to Die, e o seu segundo até aquele momento. Estreou na posição #2 na Billboard 200 dos Estados Unidos, e foi o quinto álbum mais vendido de 2012. Após sua estreia, destacou-se no topo de 18 países europeus através do iTunes Store, gerando sete singles, sendo dois promocionais. Durante sua ascensão musical em 2012, seus antigos trabalhos vazaram de forma criminosa na web, incluindo um álbum inédito intitulado Sirens, três extended play e diversas canções não-utilizadas que continuam a vazar até aos dias atuais. Um remix de seu quinto single "Summertime Sadness", produzido por Cedric Gervais, obteve seu mais bem sucedido resultado na Billboard Hot 100, após um pico de #6 no país.
Del Rey lançou seu terceiro extended play no último bimestre de 2012, uma espécie de relançamento do Born to Die, intitulado Paradise. Ainda no mesmo ano, o álbum original e seu relançamento totalizaram mais de 2,9 milhões de cópias vendidas, sendo um dos lançamentos mais aguardados do ano. O primeiro single do Paradise, a canção intitulada "Ride", obteve um desempenho considerável nas paradas europeias, chegando a #3 no Ultratop, da Bélgica, e #9 no 2M, da Rússia. Cinco dias antes, Del Rey havia lançado "Blue Velvet" como o primeiro single promocional do projeto. Três de suas faixas foram destaque em seu curta-metragem Tropico, que foi lançado em dezembro de 2013. A artista tem recebido diversas nomeações a prêmios musicais, e o álbum Born to Die foi bem recebido pela crítica especializada, deixando-o entre os 50 melhores álbuns de 2012, segundo rankings especializados. Seu terceiro álbum de estúdio, intitulado Ultraviolence, foi lançado em junho de 2014 e estreou na posição #1 na Billboard 200. Seu primeiro single foi a canção "West Coast", que se desempenhou bem nas tabelas musicais mundiais e chegou a #4 no IFPI, da República Tcheca, e #5 no MegaCharts, dos Países Baixos. Em dezembro de 2014, ela anunciou que seria a atração principal de uma turnê musical ao lado de Courtney Love no verão de 2015.
As músicas de Del Rey destacam-se pelo seu som cinematográfico e suas referências a vários aspectos da cultura pop e hip hop estadunidenses, trazendo-nos o glamour decadente da década de 1940 de Hollywood e do sonho americano. A cantora descreveu-se como uma "gangsta Nancy Sinatra". Artisticamente, ela afirma ser influenciada pelos, que ela considera, serem os mestres de cada gênero musical — incluindo Elvis Presley, Amy Winehouse, Nina Simone, Billie Holiday, Janis Joplin, Nirvana, Kurt Cobain, Axl Rose, Bruce Springsteen e Lou Reed —, bem como a poesia de Vladimir Nabokov e Walt Whitman e os filmes noir de David Lynch. Após ficar conhecida no mundo inteiro, a intérprete foi contratada pela empresa de moda Next Model Management, pela empresa multinacional sueca H&M e pela marca de automóveis Jaguar. Em 2014, Del Rey apareceu em diversas listas de revistas e blogs, sendo eleita uma das mulheres mais sexy do mundo. No mesmo ano, a revista FHM a colocou na 70.ª posição da lista que elegeu as 100 Mulheres mais Sexy do Mundo. Também em 2014, a revista MHM elegeu as 100 Mulheres Mais Belas de 2014, onde aparece em 72°. Em janeiro de 2015 afirmou que seu quarto álbum de estúdio já estava sendo produzido, e que seria lançado em meados de agosto, intitulando-se Honeymoon. Em 2017, a cantora lançou seu quinto álbum de estúdio, Lust for Life, seguido pelos álbuns subsequentes Norman Fucking Rockwell! (2019), Chemtrails over the Country Club (2021), Blue Banisters (2021) e o mais recente Did You Know That There's a Tunnel Under Ocean Blvd (2023).

## Biografia e carreira

### Família
Elizabeth Woolridge Grant nasceu em Nova Iorque, no dia 21 de junho de 1985. É filha de um empresário norueguês, dono de uma renomada agência de marketing "Grey Group", Robert England Grant Jr. e da advogada e também professora, Patricia Ann "Patt" Hill, da qual possui uma certa ascendência escocesa e inglesa. Ela também tem dois irmãos, a fotógrafa Caroline "Chuck" e Charlie. Seu avô por parte de pai foi o importante bancário e empresário estadunidense Robert England Grant.

### Início de carreira

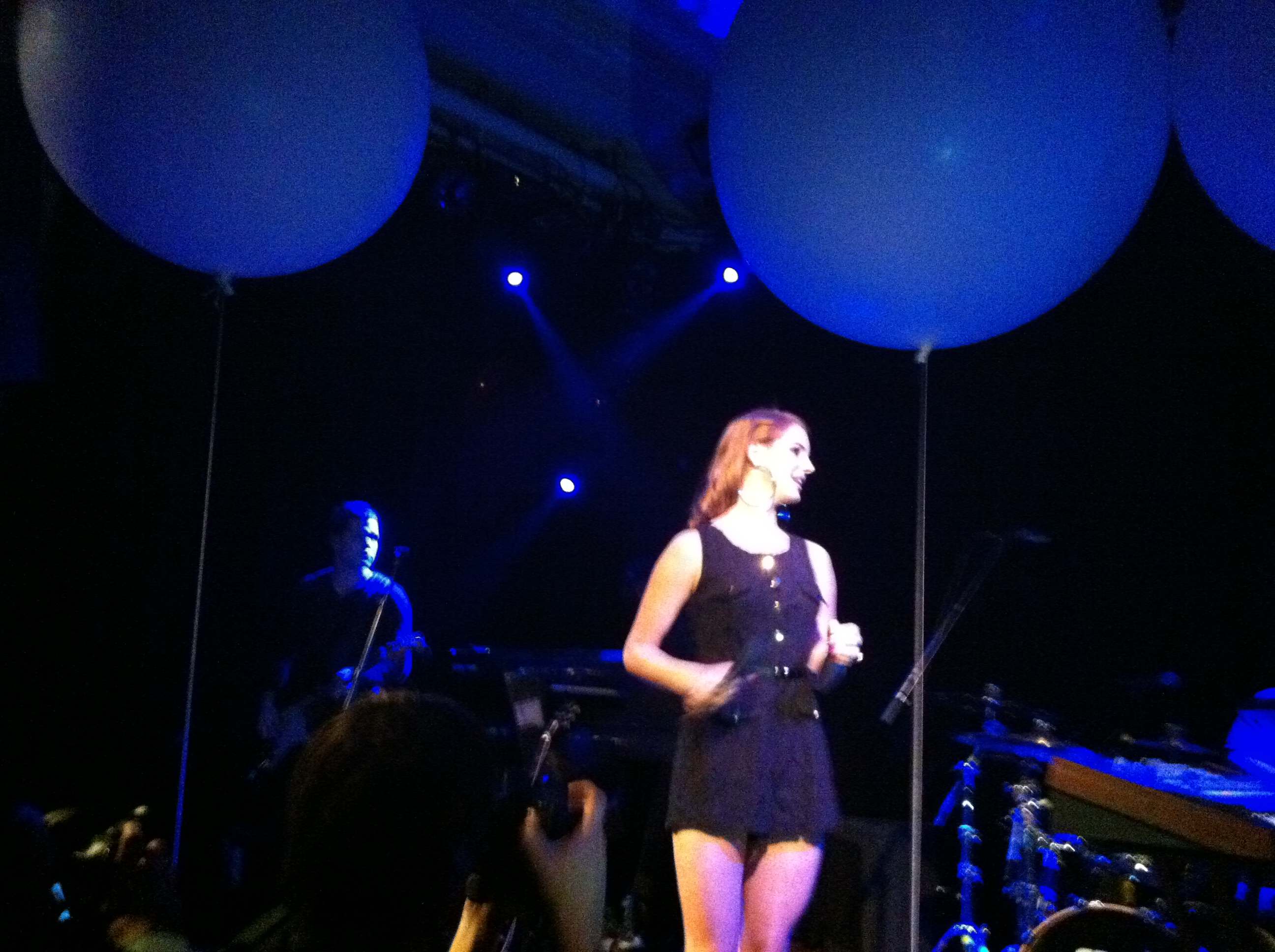
Lana Del Rey em concerto ao vivo, em Amesterdã, 2011

Apesar de ter nascido em Nova Iorque, Del Rey cresceu no interior, na pacata cidade de Lake Placid, onde passou sua infância e adolescência. Em seguida, ingressou-se na Fordham University, também em Nova Iorque, estudando um ramo da filosofia conhecido como metafísica. Após seu tio ter-lhe ensinado a tocar guitarra, ela percebeu que provavelmente poderia criar várias melodias, e começou a se apresentar em clubes ao redor da cidade sob vários nomes, como Sparkle Jump Rope Queen e Lizzy Grant and the Phenomena. Influenciada por amigos também cantores e compositores, deu início à sua transformação para Lizzy Grant.
Del Rey mudou-se para Londres, passando 2010 em reuniões com gravadoras, que recusaram o seu trabalho. No início da sua carreira, o seu representante escolheu o nome artístico Lana Del Rey, tendo a cantora comentado este fato, dizendo que queria fazer parte de uma banda, mas que a editora e equipe queriam que ela fosse uma artista solo.
A própria artista descreve a sua persona como uma "Nancy Sinatra gangsta", ideia corroborada pela imagem que ela transmite, que apresenta cabelos compridos, lábios muito demarcados e carnudos, olhos chamativos, lembrando o estilo das moças década de 60 e o glamour decadente da antiga Hollywood. Em 25 de abril de 2005, um Compact Disc com sete faixas foi registradas no United States Copyright Office sob o nome Elizabeth Woolridge Grant. Os títulos das faixas são presentemente desconhecidos. Entre 2005 e 2006, o álbum Sirens foi gravado sob o nome de May Jailer e vazou em maio de 2012.

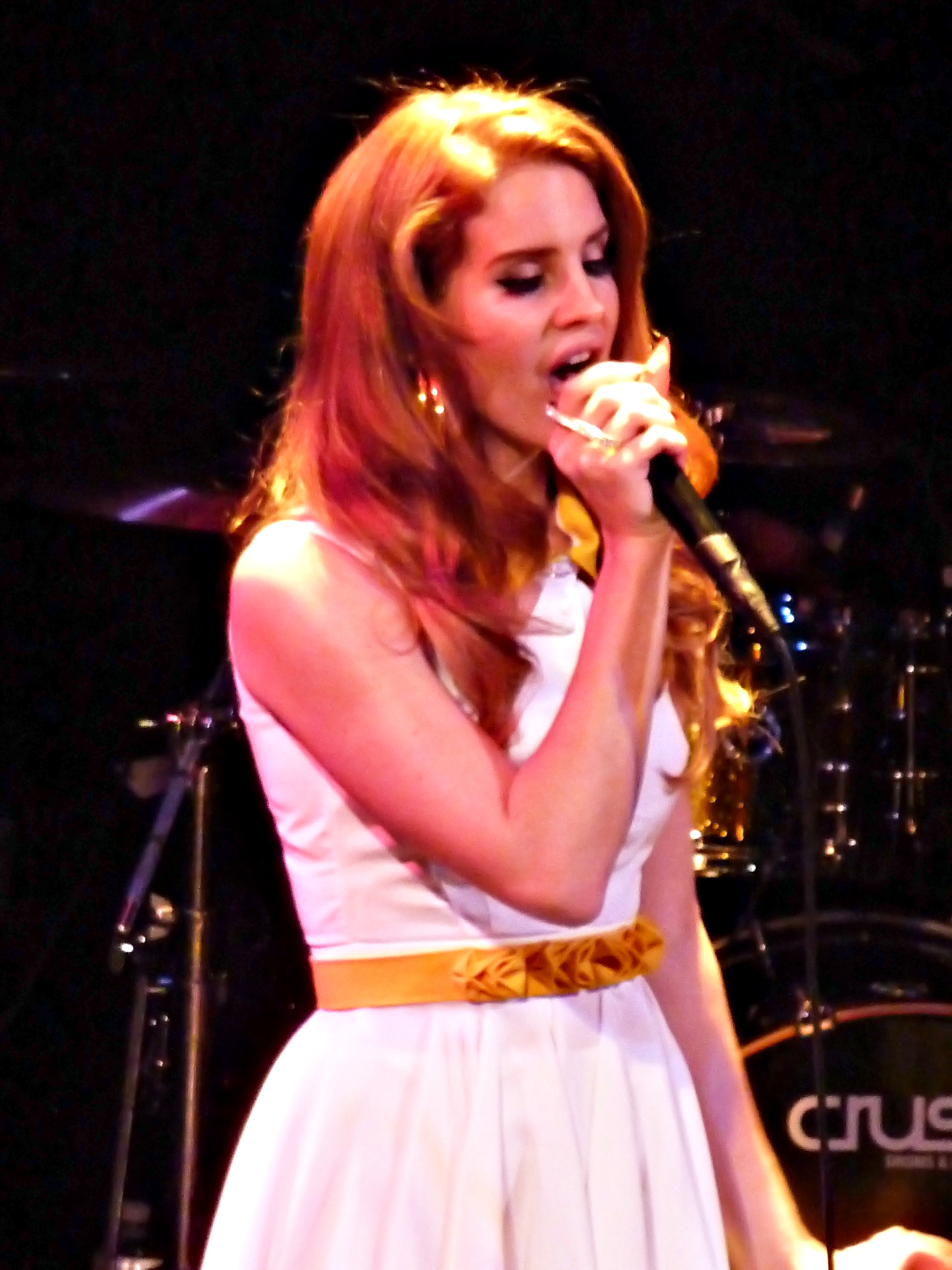
Lana Del Rey em concerto ao vivo, em Nova Iorque, 2011.

David Kahne, produtor de Del Rey e também produtor de álbuns de Paul McCartney, Regina Spektor e Kelly Clarkson, elogiou as suas habilidades de voz e composição, dizendo que Lana é uma compositora inteligente, mas definitivamente com um ângulo muito poderoso sobre a imagem. Del Rey foi aconselhada por um grupo de representantes e advogados durante cinco anos que buscavam o nome que melhor se adaptava a seu estilo musical. Lançou o EP chamado Kill Kill em 2009 sob o nome Lizzy Grant. Gravou também um álbum intitulado Lana Del Ray, numa pequena editora com o produtor David Kahne, que foi vendido por um breve período antes de ser removido após a editora não poder mais promover o álbum. Gravou no dia 2 de setembro de 2010, em Berlim, juntamente com Ray Davies, Juliette Lewis e Klaus Voormann, uma sessão MTV Unplugged com os Mando Diao. O concerto foi transmitido na televisão e lançado em CD/DVD, no final do ano. Lana é conhecida por adornar as suas músicas e vídeos com um ato incrivelmente nostálgico pesado em temas americanos, incluindo imagens antigas de várias pessoas e lugares, como a ilha de Coney Island, e artistas como Frank Sinatra e Marilyn Monroe.

### Born to DieeParadise(2011–2013)

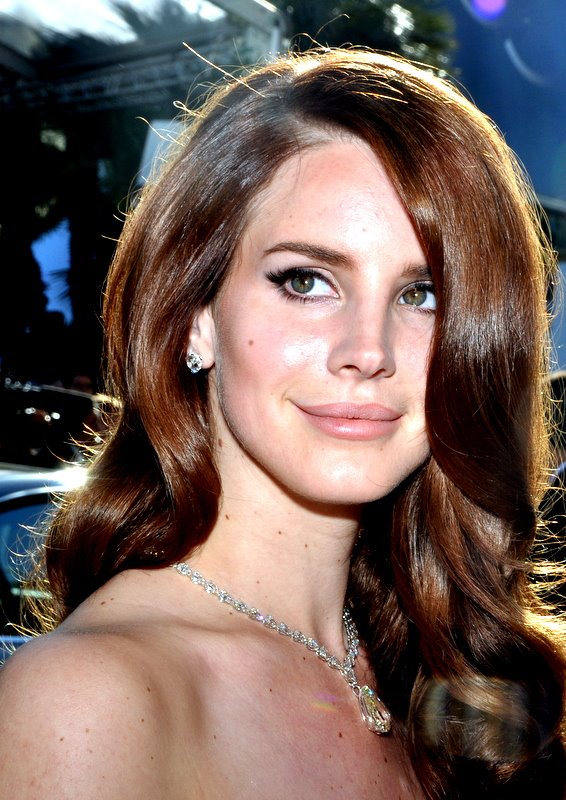
Del Rey no Festival de Cannes em 2012.

Born to Die foi lançado em 30 de janeiro de 2012 pelas gravadoras Interscope Records e Stranger Records. Del Rey participa como co-compositora em todas as faixas. Uma semana antes do lançamento, o disco vazou na internet. Born to Die chegou ao topo das paradas do iTunes em 18 países e tornou-se, na França, o disco que se vendeu mais rápido na história em formato digital. O single "Video Games", é lançado em outubro de 2011, precedendo o lançamento do seu álbum de estreia Born to Die, que foi lançado em 30 de janeiro de 2012, no Reino Unido, e a 31 de janeiro no resto do mundo. A canção foi nomeada "Best New Track" pela Pitchfork Media e foi incluída na série de televisão Ringer. O EP para os singles "Video Games"/"Blue Jeans" chegou à posição nº 5 no iTunes Albums Chart, apenas algumas horas após seu lançamento. A 11 de outubro de 2011, apresentou "Video Games" ao vivo no Later with Jools Holland, sendo a sua estreia na televisão britânica, depois que fizera alguns concertos ao vivo, em que os bilhetes se esgotaram em meia hora. No dia 24 de outubro, foi anunciada como "The Next Big Thing", ou, "O Próximo Grande Sucesso", nos prémios Q. A banda Bombay Bicycle Club fez uma versão de "Video Games" no programa da BBC Radio 1 Live Lounge, a banda britânica Kasabian, fez também uma versão da canção no mesmo programa, durante a digressão Student Tour.
O primeiro compacto obteve um bom desempenho comercial, atingindo a primeira posição na Alemanha, e ficando entre as dez mais tocadas na Áustria, Bélgica, Holanda, França, Irlanda, Suíça e no Reino Unido. A canção foi divulgada com um videoclipe realizado e editado pela própria cantora. Lana utilizou fragmentos de vídeo com skates, desenhos animados, cenas da atriz Paz de la Huerta bêbada, e ainda, a própria em frente a uma câmara, tendo para essas cenas, usado uma webcam. O segundo single, "Born to Die", lançado em dezembro de 2011, recebeu uma recepção positiva da crítica, sendo no Reino Unido número 9, o que fez com que tivesse dois singles entre as dez primeiras posições num único ano. A próxima faixa lançada, "Blue Jeans", teve um desempenho considerável nas paradas, alcançando boas posições nos gráficos da Austrália, da França e de Portugal. O compacto "Summertime Sadness" conseguiu estar entre as dez primeiras posições da Áustria, Alemanha, Israel e Suíça. Em junho de 2012, a canção foi certificada de disco de ouro pela Bundesverband Musikindustrie (BVMI), por mais de 150 mil cópias vendidas na Alemanha. Também foi autenticada de disco de ouro na Suíça, de acordo com a IFPI Schweiz, e na Áustria de acordo com a IFPI Austria, por mais de 15 mil exemplares. O último single do álbum foi a faixa "National Anthem".
A 15 de junho de 2012, a canção "Ghetto Baby" escrita por Lana Del Rey esteve inclusa no álbum da cantora Cheryl Cole, intitulado A Million Lights.  Em julho de 2012, Lana anunciou que haveria um relançamento do álbum, sob o nome Born To Die - Paradise Edition, e contaria com sete faixas inéditas. A reedição foi lançada mundialmente em 9 de novembro de 2012. Lana Del Rey também lançou um EP intitulado Paradise que estreou em novembro vendendo mais de 151 mil cópias na primeira semana. Quase uma semana após o vídeo ter estreado, o single da canção foi lançado nas rádios e tornou-se disponível para compra. Após o lançamento, "Ride" ficou entre as dez primeiras posições das paradas musicais da Rússia e da Bélgica. "Cola" serviu como a segunda faixa lançada. Lana Del Rey também fechou o ano de 2012 sendo a personalidade mais procurada da internet de acordo com o Google. Foram 722 milhões de buscas, que a deixaram na frente de cantoras como Rihanna, Adele, Cher e Lady Gaga.

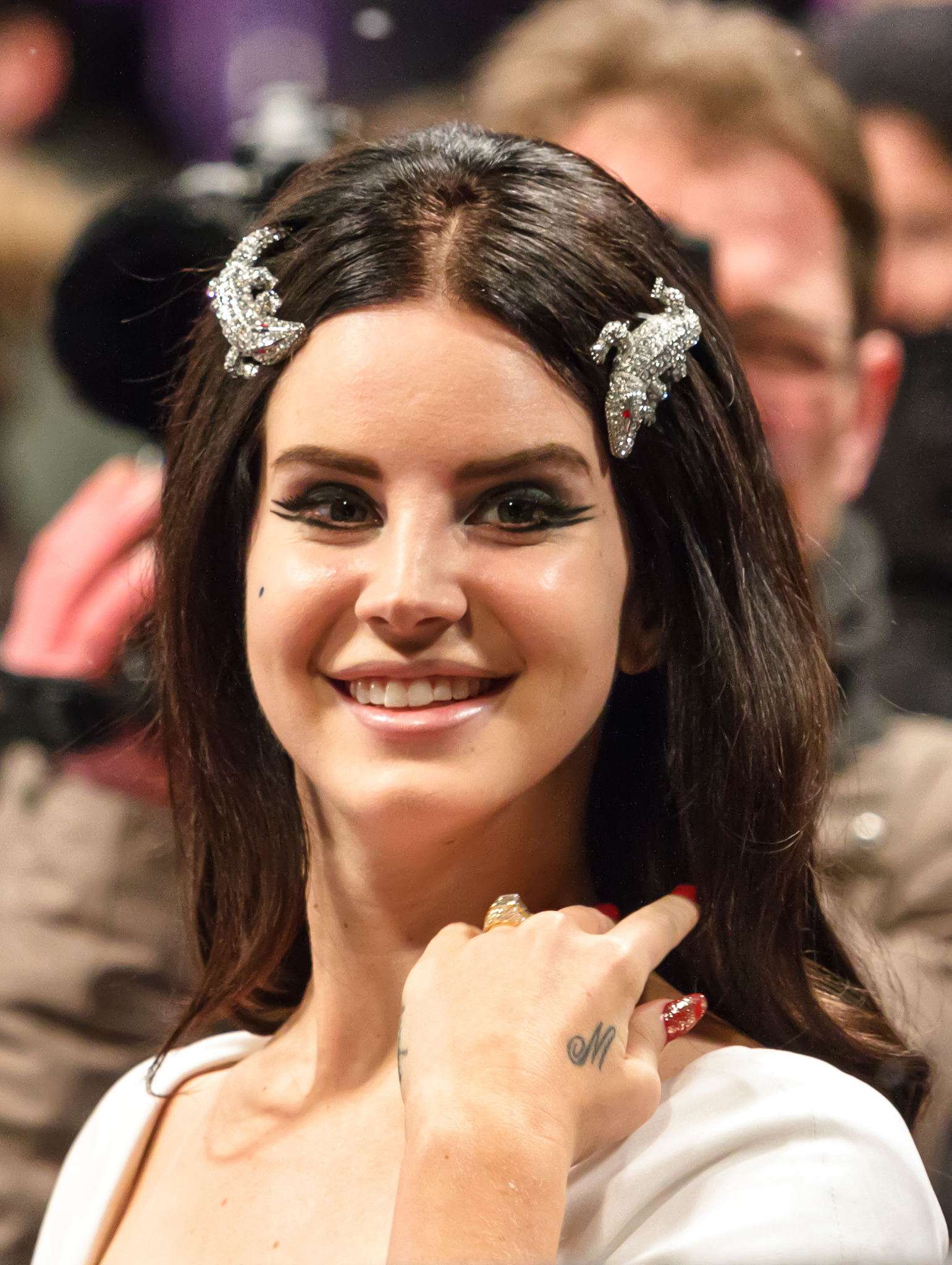
Lana no prêmio Echo de 2013.

Lana del Rey faz parte dos artistas convidados a integrarem a banda sonora do filme The Great Gatsby, dirigido por Baz Luhrmann, juntamente com outros artistas como Beyoncé, Fergie, Florence and the Machine e Gotye. Lana contribuiu com a sua canção Young & Beautiful, inicialmente destinada a integrar Paradise Edition. A canção que fora lançada oficialmente no dia 23 de abril, e seu vídeo oficial em 10 de maio, alcançou a posição 22 do ranking da Billboard, sendo a posição mais alta que a cantora conseguiu alcançar. O álbum foi lançado no dia 7 de maio de 2013, três dias antes do lançamento do filme.[carece de fontes?] No dia 2 de julho de 2013, o remix de Summertime Sadness feito pelo DJ francês Cedric Gervais alcançou a posição 6 da Billboard, ultrapassando Young and Beautiful e se tornando um dos hits mais icônicos da cantora, ganhando um grammy de "Melhor Mixagem Não Clássica".

#### Curta-metragemTropico
No dia 5 de dezembro de 2013 Lana Del Rey lançou o seu primeiro e tão aguardado curta-metragem intitulado "Tropico". O filme conta a história de Adão e Eva nos tempos atuais, desde o Jardim do Éden, até chegar a uma Los Angeles dos dias atuais. O vídeo traz um visual sombrio e de temas bíblicos como a história de Adão e Eva, baseando-se no pecado e na redenção. "Tropico" também traz Lana Del Rey em diversas situações diferentes. Numa delas, Lana encontra-se no Jardim do Éden, onde estão presentes também, Elvis Presley, Jesus Cristo e Marilyn Monroe e em seguida, a cantora, que interpreta Eva no curta, cai num clube de striptease em Los Angeles junto a Adão (interpretado pelo modelo Shaun Ross). "Tropico" traz três músicas presentes no EP "Paradise". São elas: "Body Eletric", "Gods and Monsters" e "Bel Air". "Tropico" foi escrito pela própria cantora e dirigido por Anthony Mandler, que já trabalhara com Del Rey nos clipes de "National Anthem" e "Ride". O irmão de Lana Del Rey, Charlie Grant, também fez uma curta aparição no vídeo. O curta possui 27 minutos de duração.
"Tropico" foi primeiramente exibido no Cinerama Dome em Hollywood, Los Angeles, Califórnia, em sua Première. Lana Del Rey utilizou suas redes sociais para divulgar o evento e convidar os fãs para que assistissem ao curta junto a ela. Distribuiu ingressos grátis a todos os fãs que aguardavam na fila do local e custeou todo o evento sozinha. Um dia depois, "Tropico" foi divulgado no site oficial da VEVO e alguns dias depois, foi novamente divulgado no canal oficial da cantora no You Tube, obtendo mais de 1 milhão de acessos. Dias depois, Lana Del Rey lançou um EP no iTunes, intitulado "Tropico", contendo o vídeo do curta-metragem e todas as músicas presentes no mesmo.[carece de fontes?]

### UltraviolenceeHoneymoon(2014 - 2016)

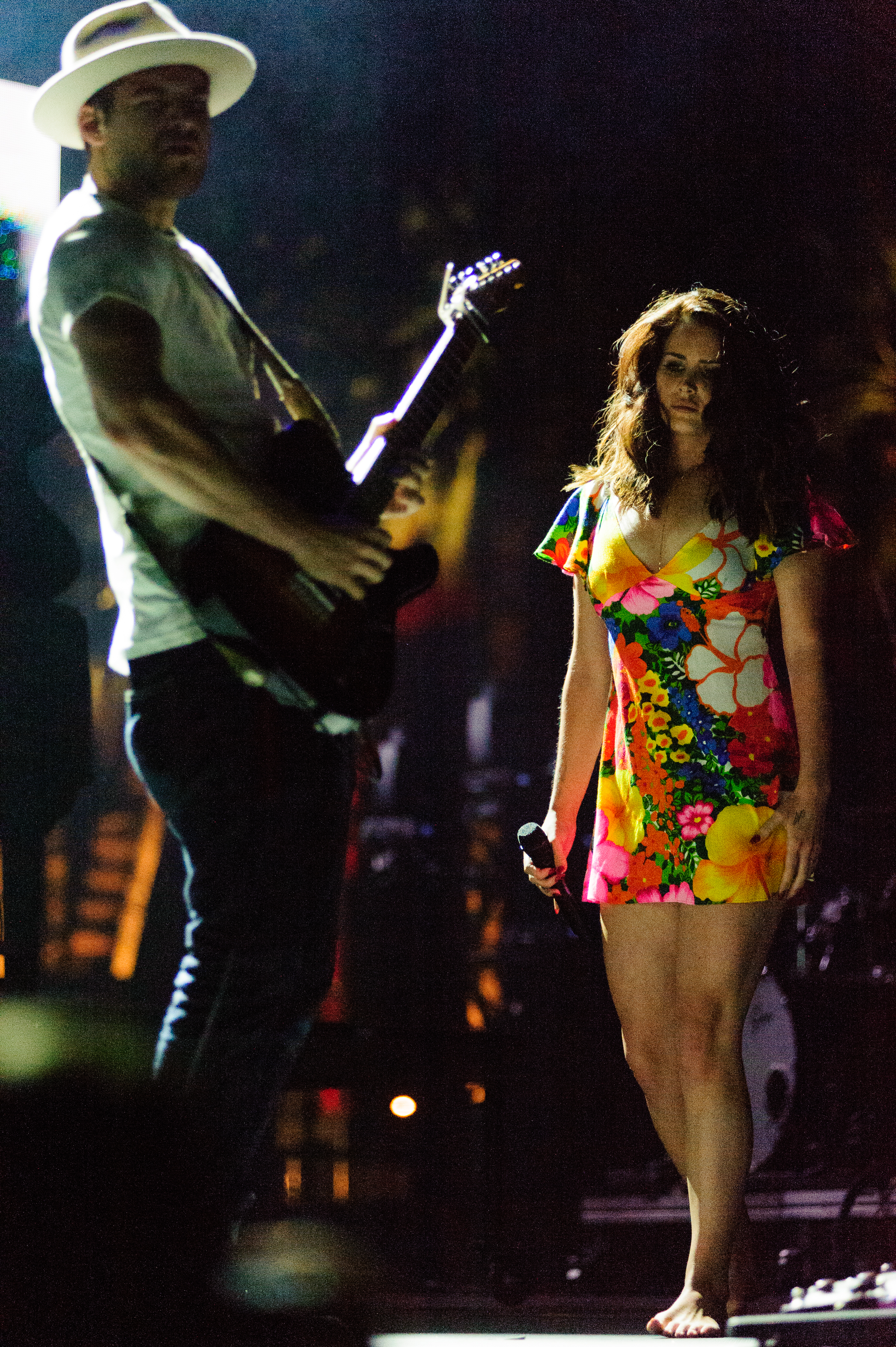
Lana no Coachella Valley Music and Arts Festival em 2014

No dia 23 de janeiro de 2014, Lana Del Rey anunciou que cantaria a música tema do filme Malévola, Once Upon a Dream, um cover da versão original do filme A Bela Adormecida, da Disney.[carece de fontes?] A cantora revelou o nome do terceiro álbum no lançamento de seu curta metragem, "Tropico", com o nome Ultraviolence. Já no dia 7 de maio, Lana divulgou em seu canal do YouTube o áudio da nova música "West Coast", carro-chefe de seu álbum. No dia 25 de maio, o áudio da canção "Shades of Cool", que viria a ser single promocional, foi lançado no YouTube, seguido da canção "Ultraviolence", que dá nome ao álbum e é o segundo single oficial do disco. O terceiro single, "Brooklyn Baby", foi lançado no dia 8 de junho.
Em 17 de junho, Lana divulgou, em seu canal do YouTube, o videoclipe oficial de sua música Shades of Cool. No mesmo dia o álbum da cantora foi lançado, estreando como número 1 em doze países, incluindo Reino Unido e Estados Unidos, e alcançando o 1º lugar da Billboard. Ultraviolence foi considerado um ícone da música atual, vendendo cerca de 200 mil cópias na primeira semana, e tendo a melhor venda dum álbum feminino na primeira semana desde 2013, com o álbum Beyoncé, da cantora de nome homônimo.
No dia 27 de junho, a cantora divulgou o nome do seu próximo álbum, intitulado Music to Watch Boys to. No dia 30 de julho, o clipe de "Ultraviolence", que foi gravado completamente por celular e dirigido por Francesco Carrozzini, foi divulgado ao público. No clipe a cantora aparece caminhando solitária vestida de noiva em meio a um bosque.[carece de fontes?] No dia 2 de dezembro, Lana divulgou pelo seu Twitter o nome de sua nova tour mundial, intitulada por ela "The Endless Summer Tour", com a presença como convidada da cantora e atriz Courtney Love. A turnê foi marcada para ser iniciada no dia 7 de maio de 2015, nos Estados Unidos.
No segundo semestre de 2014, divulgaram-se informações por sites americanos que Lana estaria gravando uma música para a trilha sonora do filme Big Eyes (no Brasil: Grandes Olhos), de Tim Burton, com Amy Adams e Christoph Waltz. Mais tarde, foi divulgado que não seria apenas uma canção, mas sim duas: uma intitulada "Big Eyes", em referência ao nome do filme, e outra intitulada "I Can Fly". Um pequeno trecho da música "Big Eyes" foi revelado em conjunto com cenas do filme. Pouco tempo depois, vazaram-se ambas as canções na internet. Em dezembro de 2014, a cantora foi indicada ao Globo de Ouro de Melhor Canção Original e ao Critics' Choice Movie Awards por Big Eyes, e foi pré-indicada ao Oscar 2015. No dia 19 de dezembro, "I Can Fly" e "Big Eyes" foram lançadas no canal da cantora no YouTube.

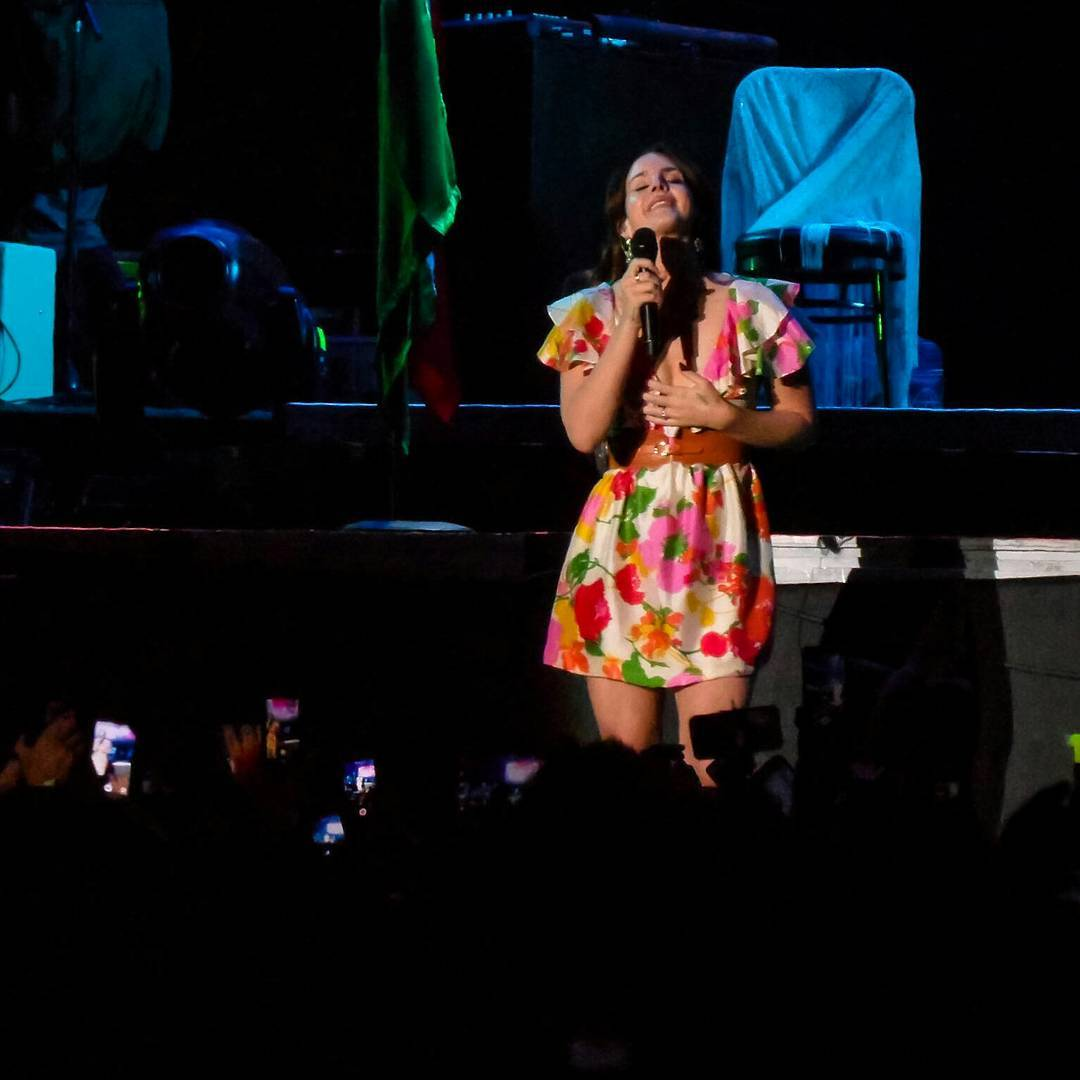
Lana no festival Corona Capital, na Cidade do México, em 2016

Ainda em dezembro, Lana Del Rey revelou que já estava com dez canções preparadas para o seu terceiro álbum de estúdio e anunciou estar trabalhando com Mark Ronson, produtor de grandes sucessos como "Rehab", "Back to Black", "You know I'm no Good" e "Valerie" da cantora Amy Winehouse.
No dia 6 de janeiro de 2015, durante uma entrevista à Billboard, Lana confirmou a produção dum novo álbum, que seria lançado ou em 2015 ou em 2016. O nome do álbum passou a ser intitulado Honeymoon, tendo sido divulgado o nome de uma das faixas: "Music to Watch Boys to". Durante essa entrevista, a cantora revelou que seu novo álbum seria similar ao seu segundo álbum de estúdio Born to Die. Em Honeymoon também estaria presente um cover da canção "Don't Let me Be Misunderstood", da cantora Nina Simone.
Em 9 de fevereiro de 2016, Del Rey hospedou uma estreia para o vídeo musical de sua música "Freak". O cenário foi o Teatro Wiltern, em Los Angeles. O vídeo estreou, via Vevo, na mesma data. Em dezembro de 2015, Del Rey começou a anunciar datas do festival para a Europa e a América do Norte para promover Honeymoon. Apresentou-se nesses festivais entre junho de 2016 e novembro de 2016.

### Lust for Life e Norman Fucking Rockwell!(2017 - 2019)

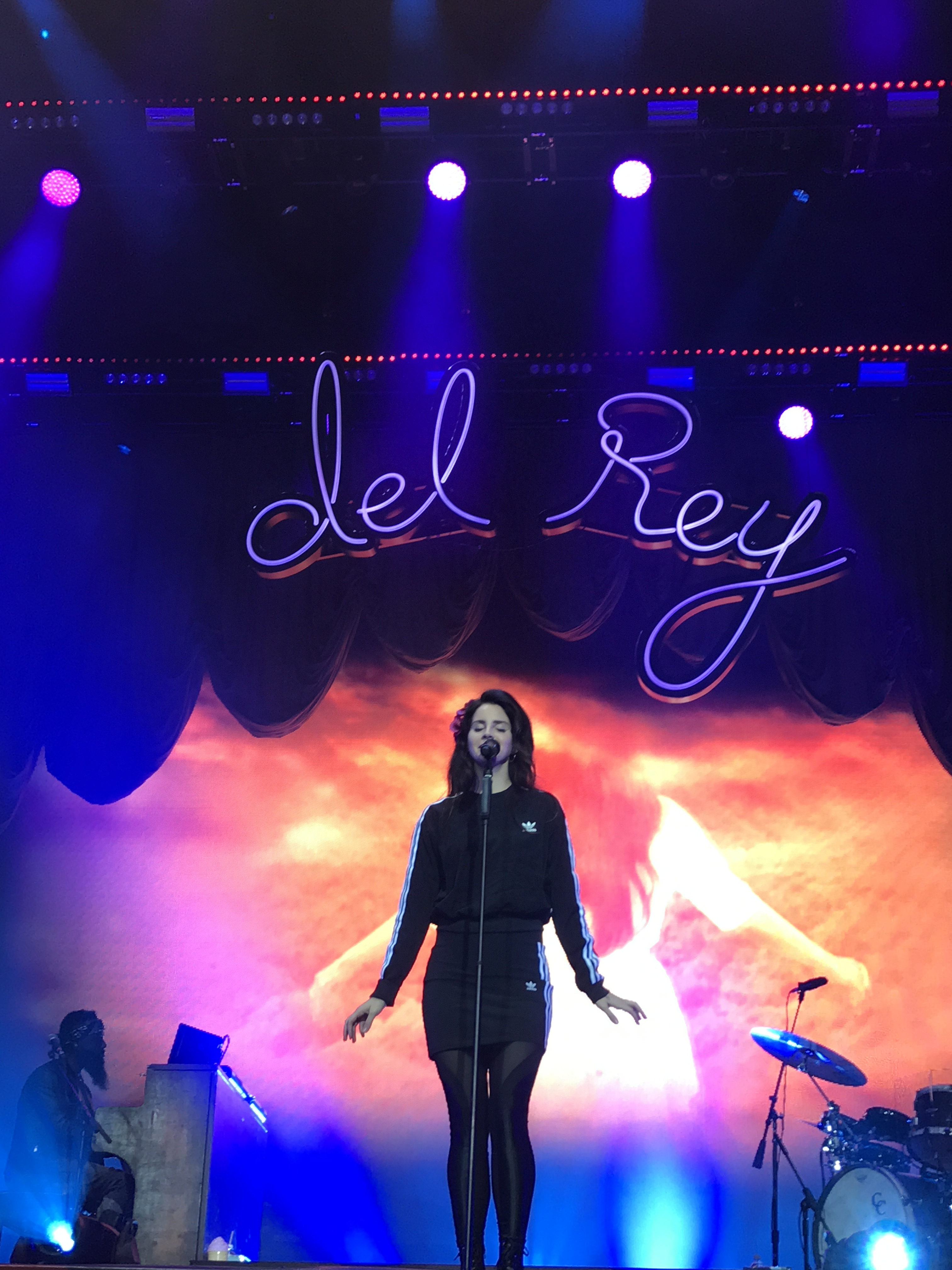
Del Rey no Festival Flow de 2017, em Helsinque, Finlândia

Em outubro de 2015, Del Rey anunciou que planejava escrever material para o seu novo álbum. Ela afirmou que seus dois últimos álbuns tinham um som "californiano", mas se ela fizesse um álbum com um som de "nova-iorquino" seria um pouco mais difícil, mais rápido, mais animado e menos sonhador. Em janeiro de 2016, Del Rey foi nomeada com o prêmio "Artista Favorita" no People's Choice Awards e também recebeu uma indicação ao Brit Award para a categoria "Artista Feminina Internacional", sua terceira nomeação na categoria e a quarta em geral. Em fevereiro e março de 2016, Del Rey e seus empresário, respectivamente, revelaram oficialmente que ela havia começado a trabalhar em seu quinto álbum de estúdio, apenas alguns meses depois de lançar seu quarto. Em 2016, Del Rey tocou em duas músicas no terceiro álbum de estúdio do The Weeknd, Starboy. Forneceu vozes de apoio em "Party Monster" e foi destaque em um interlúdio intitulado "Stargirl Interlude".
"Love", o principal single do álbum de estúdio de Del Rey, Lust for Life,  lançou-se em 18 de fevereiro de 2017. O video musical foi dirigido por Rich Lee. Pouco depois, Lust for Life foi anunciado oficialmente em 29 de março de 2017, quando um trailer do álbum foi subido no canal de Del Rey no Vevo. O álbum inclui colaborações de Stevie Nicks e outros artistas e foi lançado em 21 de julho de 2017. Sobre o álbum, Del Rey afirmou: "Fiz meus primeiros quatro álbuns a mim, mas este é aos meus fãs e sobre aonde espero que todos nos dirijamos".  Durante um espetáculo em fevereiro de 2017, Del Rey descreveu a estética do álbum como tendo uma "sensibilidade retrô com um toque futurista". Ela lançou a capa oficial de Lust for Life em 11 de abril de 2017. Sua primeira colaboração, a canção "Lust for Life" com The Weeknd, foi lançada em 19 de abril de 2017 como o segundo single do álbum. Del Rey lançou a música "Coachella - Woodstock in My Mind" em 15 de maio de 2017. Em 12 de julho, a BBC Radio 1 exibiu "Summer Bummer", que apresenta ASAP Rocky e Playboi Carti, e "Groupie Love", que também conta com a participação de Rocky. Lust for Life recebeu uma aclamação crítica generalizada e tornou-se o terceiro álbum de Del Rey mais ouvido no Reino Unido e o segundo nos Estados Unidos.
Em 27 de setembro de 2017, Del Rey anunciou a "LA to the Moon Tour", uma turnê de concertos oficial com Jhené Aiko e Kali Uchis para promover o álbum. A turnê está programada para começar na América do Norte em janeiro de 2018. Outras datas na América do Sul, Austrália e Europa também foram anunciadas. Lust for Life foi nomeado para o "Melhor Álbum Vocal Pop" para o 60º Grammy Awards, sendo a segunda nomeação de Del Rey nesta categoria e a terceira indicação ao Grammy.
Del Rey está programado para aparecer em uma faixa do próximo álbum de Jonathan Wilson, Rare Birds. A faixa é intitulada "Living with Myself". Posteriormente, Del Rey colaborou com o artista de synthpop Børns em seu segundo álbum, Blue Madonna, que apareceu na primeira faixa "God Save Our Young Blood".
Após o lançamento de Mariners Apartment Complex e Venice Bitch em setembro de 2018 Lana revelou em 18 de setembro de 2018 mesmo dia do lançamento da faixa Venice Bitch que o título do seu próximo álbum lançado em 2019 seria "Norman Fucking Rockwell" em entrevista à Beat 1 Radio's Zane Lowe.
O sexto álbum de estúdio de Lana teve seu trailer de divulgação lançado em agosto de 2019 no YouTube, um dia após confirmar a data de lançamento para o dia 30 do mesmo mês. Até agora(17/12/2019), foram lançados mais quatro singles além de Venice Bitch e Mariners Apartment Complex: Hope Is a Dangerous Thing for a Woman Like Me to Have – but I Have It, o cover da banda Sublime Doin' Time, The Greatest e Norman Fucking Rockwell.
Em seguida ao seu lançamento, Norman Fucking Rockwell recebeu aclamação generalizada da crítica e também por parte do público. Rendendo uma estréia no terceiro lugar na parada norte-americana de álbuns Billboard 200 e, também, uma indicação ao prêmio grammy 2020 para álbum do ano.

### Chemtrails Over the Country Club, Blue Banisters e poesias (2020 - 2021)
Em 2019, Del Rey anuncia o lançamento do seu primeiro livro, chamado Violet Bent Backwards Over the Grass. Será um livro de poesias, contando com 13 poemas longos e vários outros menores. Ainda em 2019, ela afirma que terá um álbum falado de seus poemas, produzido por Jack Antonoff.  O álbum falado foi lançado no dia 28 de julho de 2020, o lançamento do livro está confirmado para o dia 29 de setembro do mesmo ano.
Em março de 2020, Del Rey anuncia novos projetos, sendo eles, um novo livro de poesias chamado Behind the Iron Gates - Insights From an Institution, sem data de lançamento prevista.
Outro projeto, é seu novo álbum musical, que anteriormente seria chamado de White Hot Forever, mas em um vídeo no seu Instagram, a cantora afirma que o novo título do álbum é Chemtrails Over the Country Club, o lançamento previa-se para o dia 5 de setembro de 2020, entretanto, sem anúncios a respeito, o lançamento não ocorreu na data prevista e sim no dia 19 de Março de 2021. O primeiro single do álbum foi lançado no dia 16 de outubro de 2020, intitulado Let Me Love You Like a Woman, a canção foi escrita por Del Rey e Jack Antonoff, o mesmo que a produziu.
Ainda em 2021, Del Rey anunciou mais um álbum chamado Blue Banisters, segundo ela, o álbum é mais pessoal e conta sua história. Com lançamento previsto para o dia 22 de outubro, o álbum contém 15 faixas e algumas já foram vazadas na internet, sendo então músicas recicladas pela cantora. Del Rey ainda afirmou que está trabalhando num álbum de covers que será lançado posteriormente, sem data prevista. No dia 11 de setembro, a cantora anunciou por meio de um vídeo em seu Instagram que desativaria suas redes sociais por questão de privacidade, entretanto, afirmou que continuará fazendo música e escrevendo poesias.

### Did you know that there's a tunnel under Ocean Blvd (2022 - presente)
Em 21 de janeiro de 2022, Del Rey estreou uma música intitulada "Watercolor Eyes" em um episódio de Euphoria. Del Rey confirmou em 2022 que estava trabalhando em novas músicas e poesias; no entanto, em 19 de outubro de 2022, ela postou uma série de vídeos em seu Instagram revelando que seu carro foi roubado "alguns meses" antes e sua mochila - contendo um laptop, discos rígidos e três câmeras de vídeo - foi roubada, dando aos ladrões acesso a canções inacabadas, um manuscrito de 200 páginas de seu próximo livro de poesia, Behind the Iron Gates - Insights from an Institution, e dois anos de filmagens de família. Del Rey apagou remotamente o conteúdo do laptop roubado, que continha a única cópia ativa de seu livro de poesia. "Apesar de tudo isso acontecendo, estou confiante no álbum que está por vir", concluiu Del Rey em seus vídeos no Instagram. Em 21 de outubro de 2022, Del Rey foi destaque em "Snow on the Beach" de Taylor Swift, escrita por Swift, Del Rey e Jack Antonoff.  A canção estreou no número 4 na Billboard Hot 100, tornando-se a entrada de maior pico de Del Rey na parada. Em 7 de dezembro de 2022, Del Rey lançou "Did You Know That There's a Tunnel Under Ocean Blvd" como o single principal de seu nono álbum de estúdio de mesmo nome. Em janeiro de 2023, Del Rey foi fotografado por Nadia Lee Cohen e entrevistado por Billie Eilish para a capa da edição de março da Interview. Na entrevista, Del Rey revelou que o álbum iria explorar seus pensamentos mais íntimos e que algumas das canções do álbum são "super longas e prolixo". Em 14 de fevereiro de 2023, "A&W" foi lançado como o segundo single do álbum e, um mês depois, em 14 de março de 2023, o terceiro single do álbum, "The Grants", foi lançado. Em uma crítica, Charlotte Gunn do The Forty-Five descreveu o álbum "preocupado com o passado", encontrando Lana Del Rey "considerando seu legado tanto quanto ela agora". Did you know that there's a tunnel under Ocean Blvd foi lançado em 24 de março de 2023.

## Estilo musical e influências

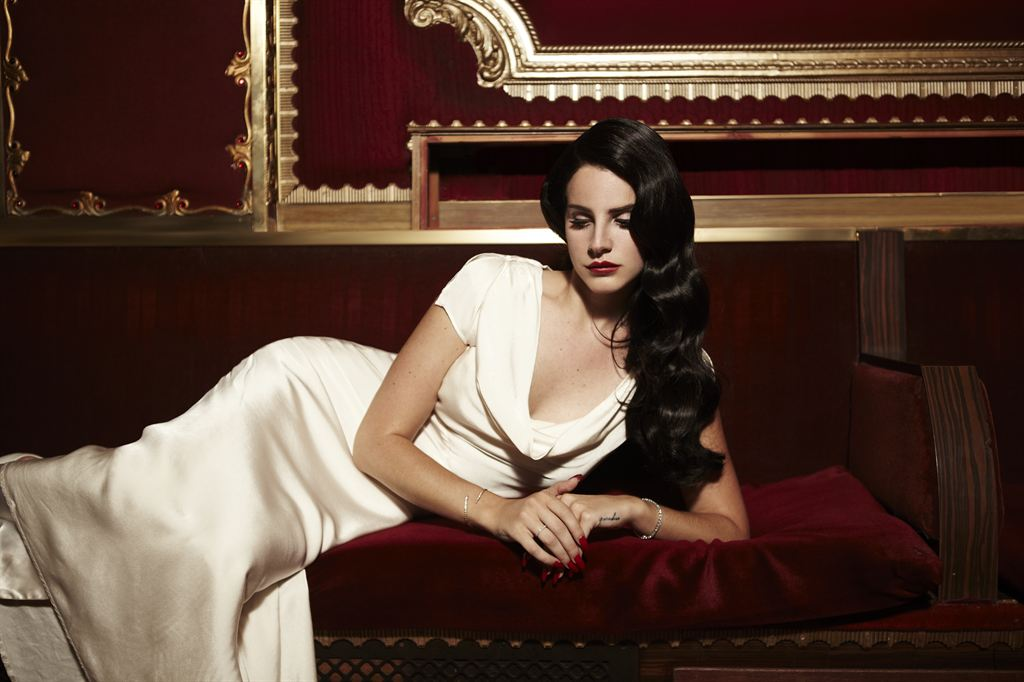
Lana Del Rey em vídeo promocional do álbum Paradise.

Noah Levy, editor sênior da revista In Touch Weekly, notou que sua dedicação e talento são inegáveis, citado como dizendo: "Acho que ela se preocupa com a arte que está criando. Não acho que é falso em tudo." O estilo musical de Lana del Rey tem-se demarcado pelo seu som cinematográfico e nostálgico, com referências a diversos aspectos da cultura pop, com grande incidência na música americana dos anos 1950 e 1960. A própria artista, descreve a sua personagem como uma "Nancy Sinatra gangster" e a "Lolita perdida na floresta".  Lana Del Rey tem vindo a enumerar diversos artistas como suas influências, entre eles, Allen Ginsberg, Elvis, Priscilla Presley, Amy Winehouse, Nina Simone, Billie Holiday, Frank Sinatra, Green Day, Guns N' Roses, Nirvana, Leonard Cohen, Bob Dylan, The Beach Boys, Antony and the Johnsons, Kurt Cobain e Eminem .

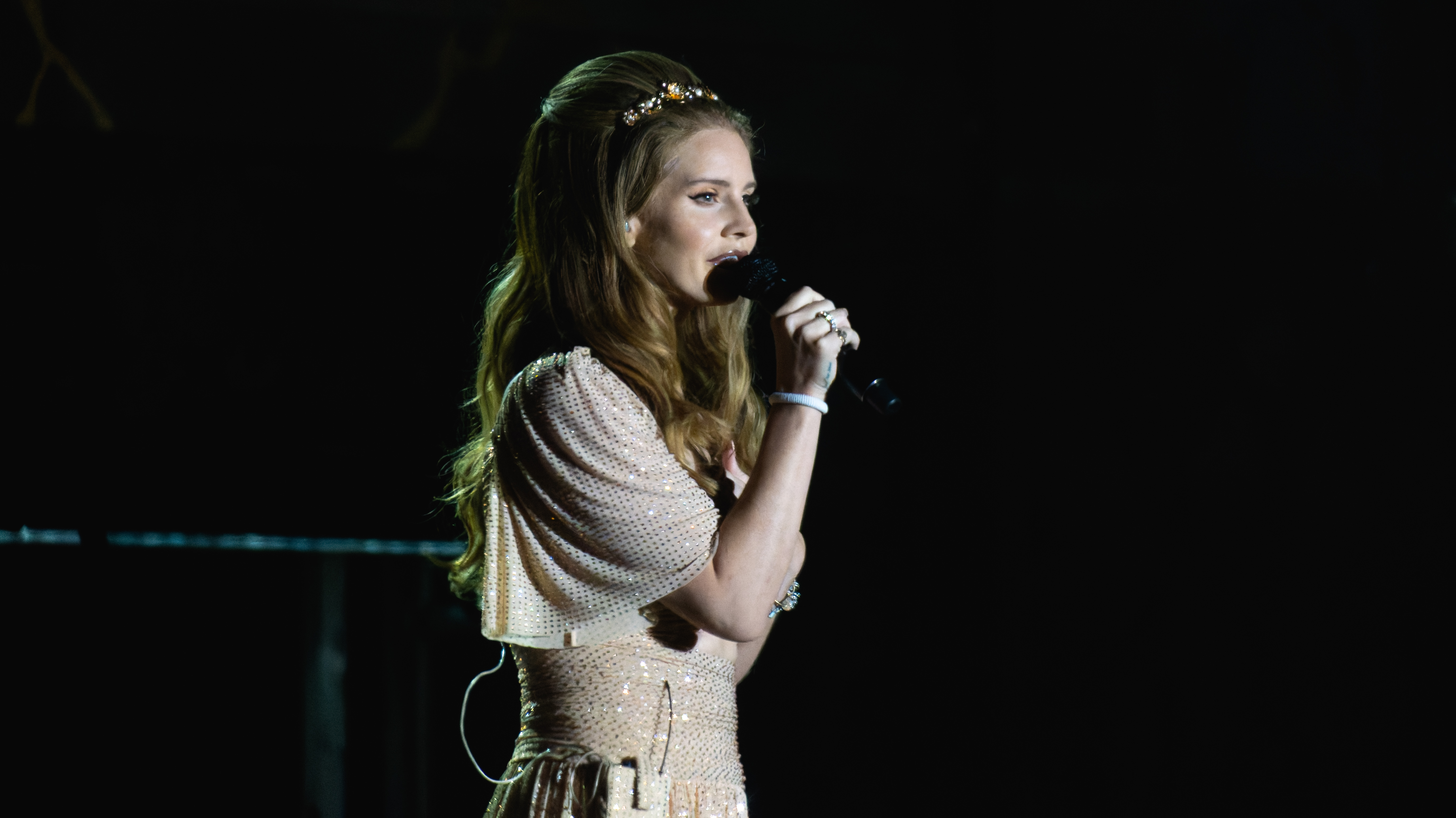
Lana com o famoso penteado “beehive”, popular dos anos 60

Seus filmes favoritos, The Godfather, The Godfather: Part II, American Beauty e Who Framed Roger Rabbit também inspiraram o seu conceito artístico, além dos trabalhos do diretor David Lynch — principalmente a série de televisão Twin Peaks e os filmes Blue Velvet, Twin Peaks: Fire Walk with Me, Lost Highway e Mulholland Drive —  tendo notável influência em seu estilo considerado "nostálgico e sombrio". Inspirada pela poesia, Del Rey cita Walt Whitman e Allen Ginsberg como influências às suas composições. Lana inspira-se, também, nos livros de Vladimir Nabokov, nomeadamente a sua obra-prima Lolita, tendo inclusive uma canção homônima e outros tributos (como Off to the Races, em que canta a frase icônica que abre o livro: "Light of my life, fire of my loins"). A paixão por Nabokov e Whitman é tão grande que a cantora tem uma tatuagem que diz "Nabokov Whitman". Antes de se tornar cantora, Lana Del Rey queria ser uma escritora, e ainda faz questão de o definir dessa maneira.

## Ascensão

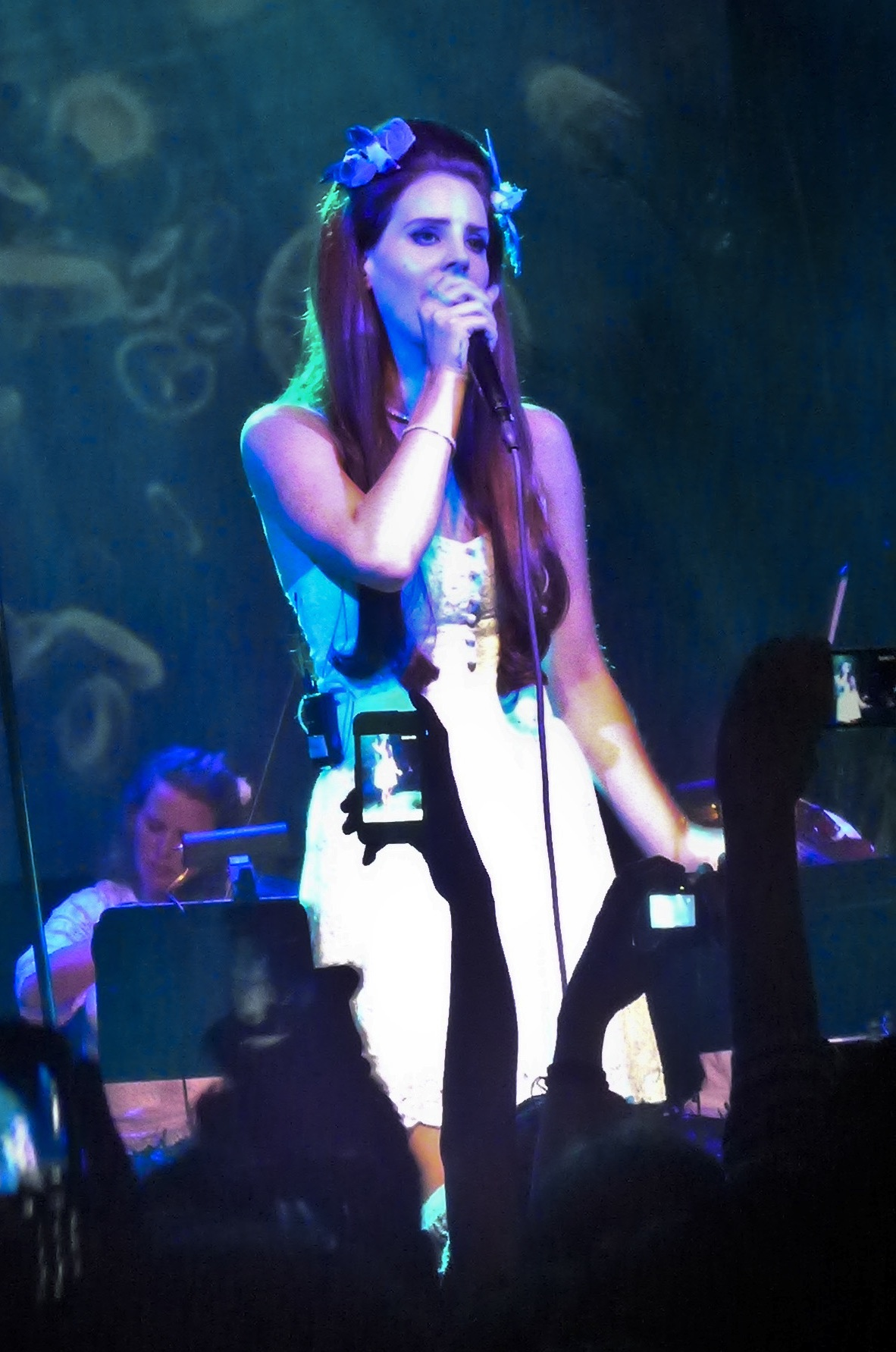
Lana Del Rey em 2012.

Seu primeiro contato com a música veio com um tio, que lhe ensinou a tocar guitarra. Em pouco tempo já escrevia canções e passou a tocar em clubes em sua cidade usando vários nomes, como Sparkle Jump Rope Queen e Lizzy Grant and the Phenomena. O início de carreira de Lana, no entanto, não possui uma história de rápida ascensão como a maioria dos músicos.
Em 2010, Lana mudou-se a Londres, onde fez reuniões com diversas gravadoras. Seu trabalho foi recusado em diversas ocasiões. A facilidade para negociar um contrato como artista solo facilitaria as coisas para Elizabeth, que escolheu o nome Lana Del Rey para representá-la artisticamente. A junção veio da combinação dos nomes da atriz Lana Turner e do carro Ford Del Rey. Antes do aclamado Born to Die, Lana ainda gravou o EP Kill Kill, em 2009, como Lizzy Grant, e o álbum Lana Del Ray A.K.A Lizzy Grant.
Lançado em 30 de janeiro de 2012 pela Interscope Records e Stranger Records, Born to Die já causava burburinho em torno de Lana Del Rey antes dessa data, já que havia vazado na internet na semana anterior.
Além de todos os singles que entraram nas paradas em todo o mundo, Lana também se destacou por sua beleza e chegou a ser contratada, em 2011, pela agência Next Model Management, ao lado de Ali Lohan (irmã de Lindsay Lohan) e Solange Knowles. No mesmo ano foi capa da revista Q Magazine e também posou para a Vogue italiana.
Entre suas premiações, Lana venceu o Q Awards e o Brit Awards como revelação em 2011,  e, em 2012, venceu prêmios da MTV Europe Awards e UK Music Video Awards pelo álbum Born to Die.
O trabalho de Del Rey rendeu-lhe inúmeros prêmios e indicações; ganhou o Prêmio Q para "Best New Thing", a GQ Award para "Mulher do Ano", dois BRIT Awards para "Breakthrough Act Internacional" e "Pop Artista Solo Feminina Internacional", e um EMA para " Melhor Artista Alternativo ". Em 2013, recebeu suas primeiras indicações ao Grammy nas 56 Annual Grammy Awards. Essas nomeações incluem Melhor Álbum Vocal Pop para Paraíso e Melhor Canção Escrita para Mídia Visual para Young and Beautiful,e no Globo de Ouro pela música Big Eyes.

## Imagem pública

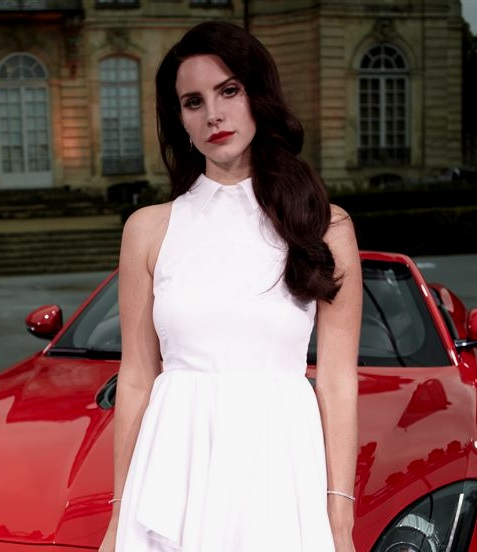
Lana Del Rey e o Jaguar F-Type, no Mundial do Automóvel, em 2012

Em 2011, foi contratada pela empresa de moda "Next Model Management", estando ao lado de Ali Lohan (irmã de Lindsay Lohan), Alexa Chung e Solange Knowles. Em 2011, Lana Del Rey destacou-se como capa da revista Q Magazine, e em 2012 na Billboard. A cantora também posou para capa da revista Vogue italiana, em que se inspirou nos filmes de James Bond dos anos 60. Del Rey usou vestidos vintage e penteados retrô.
Em 2012 a empresa multinacional sueca H&M confirmou que Del Rey seria modelo da campanha de outono e que gravaria uma versão da música "Blue Velvet", um clássico dos anos 50, que foi interpretada pela cantora para promover a marca em um comercial televisivo. Em 22 de agosto de 2012, os executivos anunciaram que Del Rey endossaria seu novo Jaguar F-Type, que foi revelado por Del Rey no Paris Motor Show, em setembro de 2012. Adrian Hallmark, diretor da Jaguar, marca global, explicou sua escolha, dizendo Del Rey teve "uma mistura única de autenticidade e modernidade."
Em abril de 2013, Lana Del Rey foi capa da revista francesa L'Officiel. As fotos foram da fotografa Nicole Nodland e a direção de estilo de Vanessa Bellugeon. A cantora posou para as fotos num estilo diferente, sendo romântica e sugerindo relação entre sexo e religião, ela segura rosas vermelhas, ajoelha na cama, parece levitar do chão enquanto se assemelha a um anjo negro. Robbie Daw do portal Idolator comentou que as fotos são como "um paraíso visual para os olhos".

## Discografia
Artigos principais: Discografia de Lana Del Rey e Lista de canções gravadas por Lana Del Rey
Ver também: Lista de canções não publicadas de Lana Del Rey
Álbuns de estúdio
- Lana Del Ray (2010)
- Born to Die (2012)
- Ultraviolence (2014)
- Honeymoon (2015)
- Lust for Life (2017)
- Norman Fucking Rockwell! (2019)
- Chemtrails Over the Country Club (2021)
- Blue Banisters (2021)
- Did You Know That There's a Tunnel Under Ocean Blvd (2023)
- The Right Person Will Stay (2025)

Extended plays (EPs)
- Kill Kill (2008)
- Lana Del Rey (2012)
- Paradise (2012)
- Tropico (2013)

Álbuns falados
- Violet Bent Backwards over the Grass (2020)

## Vida pessoal
Lana Del Rey afirmou ter sofrido de dependência de álcool na adolescência. Aos 15 anos, seus pais enviaram-na a um internato em Connecticut, onde estudou por três anos e atingiu a sobriedade. Ela falou sobre o assunto em setembro de 2012, numa entrevista com GQ Magazine: "Bebia muito na época. Gostava de beber todos os dias. Bebia sozinha, e achava o conceito daquilo tão legal. Uma grande parte do que escrevi em Born To Die é sobre esses anos. Quando escrevo sobre uma perda que tive, estou falando sobre o álcool, porque esse foi o primeiro amor da minha vida. Meus pais estavam preocupados, e eu também. Eu sabia que aquilo havia virado um problema quando percebi que gostava mais de fazer aquilo do que qualquer outra coisa. Pensei, 'estou fodida. Estou totalmente fodida'. Num momento, é bom e achas que tem um lado obscuro, e é interessante, mas então percebes que esse lado escuro ganha cada vez mais força se decidires entrar nele. Foi a pior coisa que já me aconteceu."
Ainda sobre o assunto, em entrevista para a revista NYLON em 2013, Lana disse: "Às vezes quando escrevo sobre meu sentimento, estou na verdade escrevendo sobre como me sentia quando estava embriagada, o que era bom até não funcionar mais. Pensar em nunca mais beber foi muito assustador, mas uma vez em que parei não foi mais difícil, porque todos esses milagres aconteciam e lembravam-me que estava no caminho certo."[carece de fontes?]

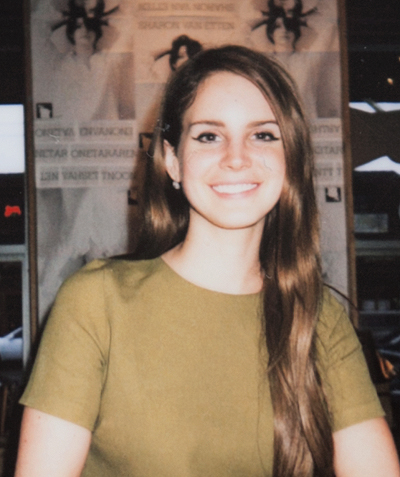
Lana Del Rey promovendo Born to Die em Seattle, 2012

Apesar de ter nascido na cidade de Nova Iorque, cresceu em Lake Placid, uma pequena cidade que fica no entorno das montanhas Adirondack, extremo norte do estado de Nova Iorque. Em entrevista ao site australiano "The Age" ela disse :“É o local mais frio do país”. “É muito insular, muito tranquilo. Não tinha grandes lojas, não tínhamos TV.” Seus pais, Robert e Pat Grant, abandonaram carreiras lucrativas em publicidade em Nova York. Robert tornou-se um agente imobiliário e mais tarde um empresário de internet, enquanto Pat tornou-se professora. Del Rey é a mais velha de três irmãos, e seu irmão mais novo e uma irmã, Charlie e Caroline, agora compartilham uma casa com ela em Los Angeles. Caroline, uma fotógrafa talentosa, é responsável por muitas das imagens mais conhecidas da Lana e suas capas.
Também em entrevista ao "The Age" disse que Lake Placid era um lugar onde era difícil  de se ser um adolescente com ambições artísticas: “Eu realmente queria ser uma cantora. Foi difícil porque…” Ela para e recomeça. “Eu não gostaria de dizer nada de ruim sobre isso porque é a minha casa, mas amo cidades. Viver no Bronx era o paraíso. Morei em Nova Jersey. Morei no Brooklyn, e foi quando realmente voltei a casa.”  
Quando completou 15 anos começou a sair o tempo todo e a faltar à escola, época em que vários problemas lhe foram gerados, inclusive o de vício em álcool : “Eu estava redirecionando minha energia. Comecei a sair o tempo todo e faltar à escola um pouco e sim,  meti-me em problema.” , ela diz. O conflito com os professores na escola, onde sua mãe também lecionou, fato que, além do vício de Lana Del Rey em álcool, também levou seus pais a mandarem-na a um internato particular em Connecticut; seu tio tinha tomado recentemente uma posição lá como funcionário de admissão, e ele ajudou a organizar a ajuda financeira.[carece de fontes?]
Sobre seu tio ela disse na entrevista“Eu estava sozinha, mas eu tinha esse professor que era meu único amigo na escola. Seu nome era Gene. Ele nos leu ‘Leaves of Grass’ e lemos ‘Lolita’ em sala de aula, e isso mudou meu mundo, que era uma mundo realmente solitário. Eu não tinha uma conexão com ninguém na sala de aula e quando eu encontrei esses escritores, eu sabia que eles eram meu povo.”, diz ela. Gene era apenas alguns anos mais velho que ela, saído da Universidade de Georgetown. “Ele iria me liberar e ouviríamos Tupac e outras coisas em seu carro e ele iria me ensinar sobre filmes antigos, como ‘Cidadão Kane’. Ele me ensinou tudo.”  
Desde então, tornou-se colecionadora de primeiras edições de livros clássicos, incluindo uma primeira edição autografada de Howl por Allen Ginsberg. Os nomes de suas fontes de inspiração são tatuados em seu corpo: “Whitman” e “Nabokov”, homenagens aos escritores que Gene lhe apresentou, em seu antebraço direito; “Chateau Marmont”, o famoso hotel de Hollywood. “Nina” e “Billie” estão acima do seu peito esquerdo, por Billie Holiday e Nina Simone, seus cantores favoritos. Sobre a tatuagem disse: “Só gosto da ideia de mantê-los por perto. Gosto da ideia deles vindo em turnê comigo.” .“Isso me faz feliz.”  
Depois de seus problemas na adolescência, Del Rey ingressou na Fordham University, no Bronx, para estudar filosofia e começou a ser voluntária em programas de reabilitação para mendigos e viciados em drogas e álcool. Chegou até a viajar ao outro lado do país para pintar e reconstruir casas numa reserva natural americana. Nesta época ela também começou a cantar em clubes de Williamsburg e do Lower East Side, como o Laila Lounge, Galapagos, The Living Room e Bitter End."
Mas a vida de estudante na faculdade não durou muito tempo, já que a Lana Del Rey se sentia fora desse tipo de vida. Aquilo não era para ela. Concluiu então o bacharelado e foi-lhe o suficiente para dar adeus à faculdade e decidir ir morar sozinha.
Com os $10.000 que recebeu com o seu primeiro contrato de gravação, ela alugou um trailer na cidade de Nova Jersey de North Bergen por $400 ao mês, e dedicou-se à composição e gravação de vídeos. Seus pais tinham “expectativas tradicionais” para a sua carreira, que foram “orientados para me manter segura” depois da sua adolescência problemática, por isso “mais do meu mundo musical foi mantido em segredo… Não quero dizer que era uma perspectiva sem valor, mas temos enfermeiros na família, e professores, o que era uma profissão de mais confiança.”, diz Lana Del Rey. 
Em sua mão esquerda, Del Rey tem a letra "M" tatuada, uma homenagem a sua avó, Madeleine, e a palavra "paradise". Na mão direita, tem a frase "trust no one". Ela também tatuou "die young" no dedo anelar direito. Numa entrevista, Lana Del Rey revelou o seu significado: “Eu a uso como forma de inspiração para viver cada dia como se fosse o meu último. É apenas uma inspiração para manter-me jovem em minha mente, mesmo que eu me sinta cansada e velha.” Ela também admitiu que a tatuagem não deve ser interpretada literalmente.
Del Rey também possui mais duas tatuagens, são elas: "Nabokov Withman", localizada no braço direito e "Chateau Marmont", localizada no braço esquerdo. A primeira é uma tatuagem em homenagem ao escritor Vladimir Nobokov e ao poeta Walt Whitman. Ambos são influências à cantora. Já a segunda, é uma homenagem ao local onde Lana Del Rey passou grande parte de sua vida, no luxuoso hotel Chateau Marmont.
Em numerosas ocasiões, Del Rey foi acusada de ter feito rinoplastia e aumento dos lábios, o que nega. Namorou o músico Barrie-James O'Neill, vocalista da banda Kassidy,  de agosto de 2011 a junho de 2014. Seu namoro com Francesco Carrozzini acabou em 2015.
Em 2019 começou uma relação com o policial Sean Larkin que terminou em março de 2020.
Casou-se em em 26 de setembro de 2024} com Jeremy Dufrene, que trabalha como guia num parque de crocodilos.

## Apresentações

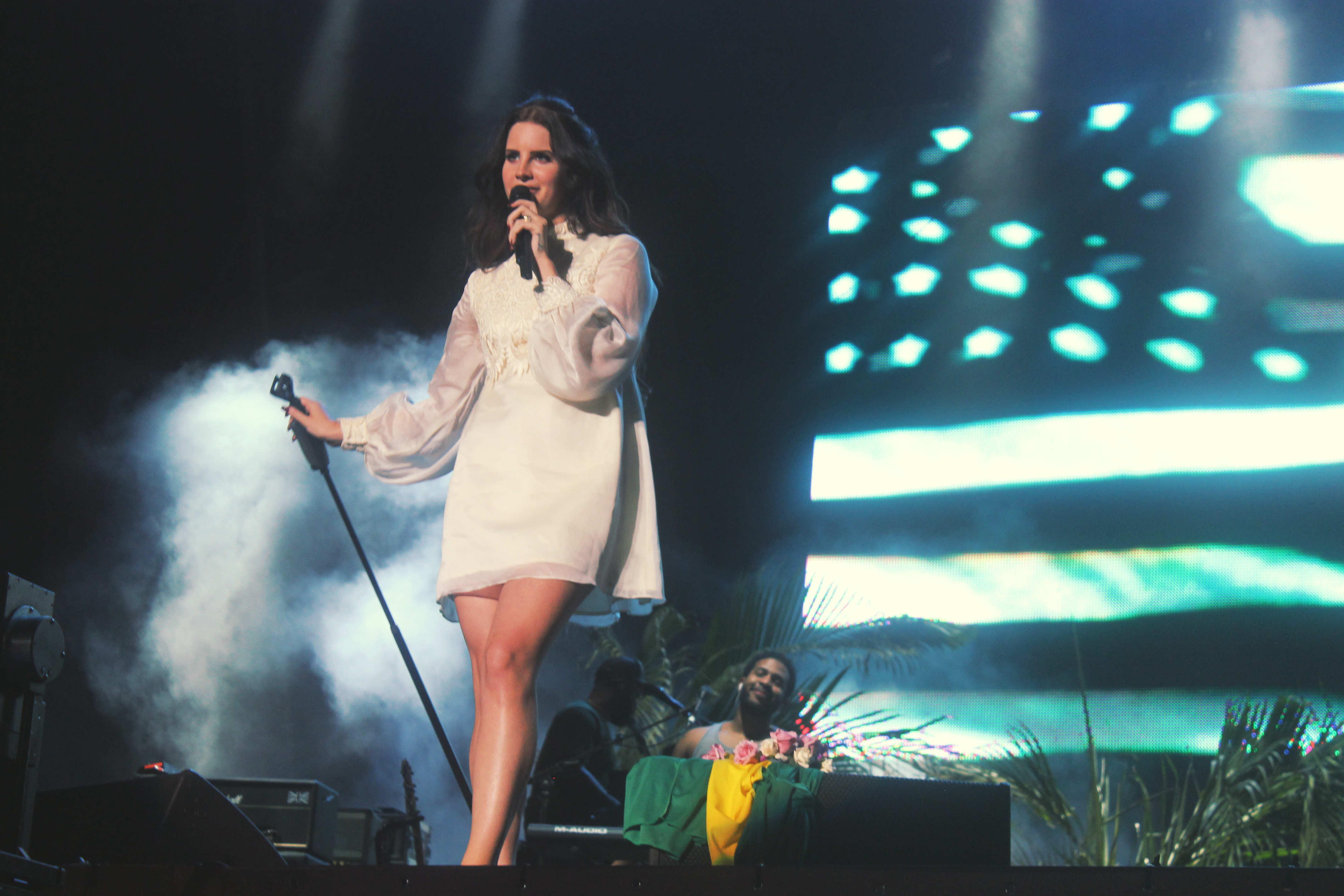
Del Rey no Brasil durante o Festival Terra, em 2013

Em 14 de setembro 2011, Del Rey realizou um "show secreto" em Brooklyn, Nova Iorque na Galeria Glasslands. A cantora também se apresentou na Holanda através do programa televisivo De Wereld Draait Door e no programa britânico Later... with Jools Holland. Em 2012 Del Rey faz uma série de espectáculos pela Europa, sendo atração em diversos festivais de verão, como o Festival da Ilha de Wight, o Sónar, em Barcelona, e o Hove Festival, na Noruega. Del Rey apresentou-se no Super Bock Super Rock, em Portugal. A cantora abriu o show com a canção "Blue Jeans", onde surgiu mais comparações à cantora britânica Amy Winehouse.
Uma nova performance foi realizada no Le Grand Journal, na França, no dia 30 de janeiro de 2012. Em 28 de abril, ela executou a faixa na primeira temporada do The Voice UK — a gravação foi ao ar no dia seguinte, na BBC One. Del Rey também apresentou a obra no festival londrino Lovebox em 16 de junho. No Reino Unido, em 13 de julho a interprete se apresentou no Latitude festival. Em 15 de julho de 2012, Del Rey mais uma vez demonstrou que não está de brincadeiras como muitos falavam, apresentou-se no Melt! Music Festival na Alemanha, onde mais uma vez fumou e bebeu no palco.
Em 2013, Lana começou a segunda turnê Paradise Tour. 34 datas foram anunciadas para turnê européia de Lana Del Rey, que esteve prevista para ser realizada em 2013, de abril a junho. Os países serão a Alemanha, Suécia, Noruega, Dinamarca, Áustria, França, Luxemburgo, Suíça, Itália, Espanha, Inglaterra, Escócia, Irlanda, Países Baixos, Bélgica, Lituânia, Rússia e Ucrânia.

### Apresentação noSaturday Night Live
Em 14 de janeiro de 2012, Del Rey cantou as canções "Video Games" e "Blue Jeans" no programa de televisão Saturday Night Live, do canal estado-unidense NBC. Sua apresentação recebeu muitas críticas negativas por estar nervosa e por sua desafinação. A atriz Juliette Lewis postou em seu twitter: "Uau, ver essa "cantora" no Saturday Night Live é como assistir uma criança de doze anos fingindo cantar e dançar no quarto", ao passo que no dia seguinte, Lewis escreveu novamente na rede social: "Acordei cantando a música da Lana Del Rey! Que melodia incrível e assombrosa! Apesar do meu gosto sobre ela ao vivo, ela é uma ótima nova compositora. Fim." O redator da NBC, Brian Williams, afirmou que a apresentação de Del Rey foi a pior performance de toda a história do Saturday Night Live. O ator Daniel Radcliffe, que estava apresentando o programa no dia da apresentação de Del Rey, saiu em defesa da cantora afirmando que as críticas eram menos sobre sua apresentação no programa, e mais sobre o seu passado e sua família." Matthew Perpetua, da revista Rolling Stone, comentou em defesa da cantora dizendo que: "Apesar de Del Rey estar nervosa e ansiosa ao mesmo tempo, quando tocava a música ao vivo, ela cantava com uma confiança considerável." Após as críticas negativas, foi anunciado que a sua turnê seria adiada. Foi publicado no jornal O Globo que "Lana Del Rey ficou muito triste". Eles perceberam que ela precisa de tempo para esfriar a cabeça e depois disso voltar a vender ingressos para shows." Os vídeos da apresentação no programa foram mais tarde enviados para a conta da cantora no Vevo.

## Prêmios e indicações
Em 2011, Lana Del Rey lançou seu primeiro single, "Video Games". No mesmo ano a interprete foi premiada no Q Awards na categoria Q's Next Big Thing, e foi nomeada ao Virgin Media Music Awards na categoria Best New Artist. Em 2012 lançou o segundo álbum de estúdio de sua carreira, Born to Die. A cantora foi nomeada ao BRIT Awards na categoria International Breakthrough Act, vencendo-a. Lana Del Rey recebeu duas indicações no ECHO Awards nas categorias International Newcomer e Hit of The Year, porém não ganhou em nenhuma.
A canção "Video Games" venceu algumas categorias em diversos prêmios, se destacando no Ivor Novello Awards que venceu na categoria Best Contemporary Song. A cantora recebeu três nomeações no MTV Europe Music Awards, tendo vencido apenas na categoria Best Alternative. No UK Music Video Awards a intérprete recebeu três indicações, sendo que as canções "Blue Jeans", "National Anthem" e "Born to Die" foram nomeadas na mesma categoria, tendo sido "Born to Die" a vencedora. Lana Del Rey também foi indicada no World Music Awards em quatro categorias.
Em 2013, a música "Young And Beautiful"  de Lana Del Rey, que faz parte da trilha sonora do filme "The Great Gatsby", foi indicada a pré-lista do Oscar de 2014, mas não entrou para a lista oficial. Também em 2013, Lana Del Rey foi pré indicada a 7 categorias do Grammy Awards de 2014, mas na lista oficial foi indicada a três delas, sendo elas a categoria de Melhor Álbum Pop Solo, com o álbum  "Paradise", a de Melhor Canção Escrita Para Mídia Visual com a música "Young And Beautiful" , e vencendo a de Melhor Gravação Remixada, Não-Clássica com o remix de "Summertime Sadness" feito pelo DJ francês, Cedric Gervais.
| Ano  | Prémio                       | Categoria                               | Indicação                  | Resultado |
| ---- | ---------------------------- | --------------------------------------- | -------------------------- | --------- |
| 2011 | Q Awards                     | Q's Next Big Thing                      | Lana Del Rey               | Venceu    |
| 2012 | Brit Awards                  | International Breakthrough Act          | Lana Del Rey               | Venceu    |
| 2012 | MTV Video Music Awards       | Best New Act                            | Lana Del Rey               | Indicada  |
| 2012 | MTV Video Music Awards       | Best Push Act                           | Lana Del Rey               | Indicada  |
| 2012 | MTV Video Music Awards       | Best Alternative                        | Lana Del Rey               | Indicada  |
| 2012 | NME Awards                   | Best New Band                           | Lana Del Rey               | Indicada  |
| 2012 | NME Awards                   | Best Song                               | "Video Games"              | Indicada  |
| 2012 | NME Awards                   | Best Video                              | "Video Games"              | Indicada  |
| 2012 | ECHO Awards                  | Hit of The Year                         | "Video Games"              | Indicada  |
| 2012 | ECHO Awards                  | International Newcomer                  | "Born to Die"              | Indicada  |
| 2012 | Ivor Novello Awards          | Best Contemporary Song                  | "Video Games"              | Venceu    |
| 2012 | MTV Europe Music Awards      | Best Alternative                        | Lana Del Rey               | Venceu    |
| 2012 | UK Music Video Awards        | Best Cinematography In A Video          | "Blue Jeans"               | Indicada  |
| 2012 | UK Music Video Awards        | Best Pop Video - International          | "Born to Die"              | Venceu    |
| 2012 | UK Music Video Awards        | Best Pop Video - International          | "National Anthem"          | Indicada  |
| 2012 | UK Music Video Awards        | Best Pop Video - International          | "Blue Jeans"               | Indicada  |
| 2013 | Brit Awards                  | International Female Solo Artist        | Lana Del Rey               | Venceu    |
| 2013 | ECHO Awards                  | Revelação Internacional                 | Lana Del Rey               | Venceu    |
| 2013 | ECHO Awards                  | Melhor Artista Rock/Pop internacional   | Lana Del Rey               | Indicada  |
| 2014 | 56° Grammy Awards            | Melhor Álbum Pop Vocal                  | Paradise (EP)              | Indicada  |
| 2014 | 56° Grammy Awards            | Melhor Canção Escrita para Mídia Visual | "Young and Beautiful"      | Indicada  |
| 2015 | Globo de Ouro                | Melhor Canção Original                  | "Big Eyes"                 | Indicada  |
| 2015 | Critics' Choice Movie Awards | Melhor Canção                           | "Big Eyes"                 | Indicada  |
| 2016 | Billboard                    | Women In Music - Trailblazer            | Lana Del Rey               | Venceu    |
| 2018 | 60th Grammy Awards           | Melhor Album Pop Vocal                  | "Lust for Life"            | Indicada  |
| 2020 | 62th Grammy Awards           | Canção do Ano                           | "Norman Fucking Rockwell!" | Indicada  |
| 2020 | 62th Grammy Awards           | Álbum do Ano                            | "Norman Fucking Rockwell!" | Indicada  |
| 2023 | Billboard                    | Women In Music - Visionary              | Lana Del Rey               | Venceu    |